# 羽田恵子
羽田 恵子（はねだ けいこ）は、日本の外交官。メルボルン総領事を経て、2017年（平成29年）4月17日からマケドニア（北マケドニア）駐箚特命全権大使。

## 経歴・人物
埼玉県出身。1977年立教大学文学部英米文学科卒業、外務省入省。語学研修員としてヘブライ大学で2年間のヘブライ語研修を受けた。2003年在パース日本国総領事館領事。2005年在イスラエル日本国大使館一等書記官。2007年アジア福祉教育財団難民事業本部企画調整課長。2010年アジア大洋州局大洋州課地域調整官。2012年大臣官房人事課企画官。2014年メルボルン総領事。2017年からマケドニア（北マケドニア）駐箚特命全権大使。2021年2月より日本クリケット協会理事。